# Lijst van olympische medaillewinnaars ijshockey
IJshockey is een van de sporten die op de Olympische Winterspelen worden beoefend. Deze pagina geeft de lijst van olympische medaillewinnaars in deze sport.

## Medailles
N.B. Bij meervoudige medaillewinnaars staan aantal medailles als (goud-zilver-brons) weergegeven.

### Mannen
| Editie | Goud | Zilver | Brons |
| ------ | --- | --- | --- |
| 1920   | CanadaRobert Benson Walter Byron Frank Fredrickson Chris Fridfinnson Magnus Goodman Haldor Halderson Konrad Johannesson Allan Woodman | Verenigde StatenRaymond Bonney Anthony Conroy Herbert Drury Edward Fitzgerald George Geran Frank Goheen Joseph McCormick Lawrence McCormick Frank Synott Leon Tuck Cyril Weidenborner | Tsjecho-SlowakijeKarel Hartmann Karel Kotrba Josef Loos Vilém Loos Jan Palouš Jan Peka Karel Pešek Josef Šroubek Otakar Vindyš Karel Wälzer |
| 1924   | CanadaJack Cameron Ernie Collett Albert McCaffery Harold McMunn Duncan Munro Beattie Ramsay Cyril Slater Hooley Smith Harry Watson | Verenigde StatenHerbert Drury (0-2-0) Frank Synott (0-2-0) Clarence Abel Alphonse Lacroix John Langley John Lyons Justin MacCarthy Willard Rice Irving Small | Groot-BrittanniëWilliam Anderson Lorne Carr-Harris Colin Carruthers Eric Carruthers George Clarkson Ross Cuthbert George Holmes Hamilton Jukes Edward Pitblado Blane Sexton |
| 1928   | CanadaCharles Delahay Frank Fisher Louis Hudson Norbert Mueller Herbert Plaxton Hugh Plaxton Roger Plaxton John Porter Frank Sullivan Joseph Sullivan Ross Taylor David Trottier | ZwedenCarl Abrahamsson Emil Bergman Birger Holmqvist Gustaf Johansson Henry Johansson Nils Johansson Ernst Karlberg Erik Larsson Bertil Linde Sigfrid Öberg Wilhelm Petersén Kurt Sucksdorff | ZwitserlandGiannin Andreossi Mezzi Andreossi Robert Breiter Louis Dufour Charles Fasel Albert Geromini Fritz Kraatz Arnold Martignoni Heini Meng Anton Morosani Luzius Rüedi Richard Torriani |
| 1932   | CanadaWilliam Cockburn Clifford Crowley Albert Duncanson George Garbutt Roy Henkel Vic Lindquist Norman Malloy Walter Monson Kenneth Moore Romeo Rivers Hack Simpson Hugh Sutherland Stanley Wagner Alston Wise | Verenigde StatenOsborn Anderson John Bent John Chase John Cookman Douglas Everett Franklin Farrel Joseph Fitzgerald Edwin Frazier John Garrison Gerard Hallock Robert Livingston Francis Nelson Winthrop Palmer Gordon Smith | DuitslandRudi Ball Alfred Heinrich Erich Herker Gustav Jaenecke Werner Korff Walter Leinweber Erich Römer Martin Schröttle Marquardt Slevogt Georg Strobl |
| 1936   | Groot-BrittanniëAlexander Archer James Borland Edgar Brenchley James Chappell John Coward Gordon Dailley Gerry Davey Carl Erhardt James Foster Jack Kilpatrick Archibald Stinchcombe Robert Wyman | CanadaMaxwell Deacon Kenneth Farmer Hugh Farquharson James Haggarty Walter Kitchen Raymond Milton Francis Moore Herman Murray Arthur Nash David Neville Alexander Sinclair Ralph St. Germain William Thomson | Verenigde StatenJohn Garrison (0-1-1) Gordon Smith (0-1-1) August Kammer Philip LaBatte John Lax Thomas Moone Elbridge Ross Paul Rowe Francis Shaughnessy Francis Spain Frank Stubbs |
| 1948   | CanadaMurray Dowey Frank Dunster Jean Gravelle Patrick Guzzo Wally Halder Ted Hibberd Henri-André Laperrière John Lecompte George Mara Albert Renaud Reginald Schroeter Irving Taylor | Tsjecho-SlowakijeVladimír Bouzek Augustin Bubník Jaroslav Drobný Přemysl Hainý Zdeněk Jarkovský Stanislav Konopásek Bohumil Modrý Miloslav Pokorný Václav Roziňák Miroslav Sláma Karel Stibor Vilibald Šťovík Ladislav Troják Josef Trousílek Oldřich Zábrodský Vladimír Zábrodský | ZwitserlandRichard Torriani (0-0-2) Hans Bänninger Alfred Bieler Hanggi Boller Ferdinand Cattini Hans Cattini Hans Dürst Walter Dürst Emil Handschin Heini Lohrer Werner Lohrer Reto Perl Gebhard Poltera Ulrich Poltera Beat Rüedi Otto Schubiger Hans Trepp |
| 1952   | CanadaGeorge Abel John Davies Billie Dawe Bruce Dickson Don Gauf Billy Gibson Ralph Hansch Bob Meyers David Miller Eric Paterson Tom Pollock Al Purvis Gordie Robertson Louis Secco Francis Sullivan Bob Watt | Verenigde StatenRuben Bjorkman Leonard Ceglarski Joseph Czarnota Richard Desmond Andre Gambucci Clifford Harrison Gerald Kilmartin John Mulhern John Noah Arnold Oss Robert Rompre James Sedin Allen Van Donald Whiston Kenneth Yackel | ZwedenGöte Almqvist Åke Andersson Hans Andersson-Tvilling Stig Andersson-Tvilling Lars Björn Göte Blomqvist Thord Flodqvist Erik Johansson Gösta Johansson Rune Johansson Sven Johansson-Tumba Åke Lassas Holger Nurmela Hans Öberg Lars Pettersson Lars-Åke Svensson Sven Thunman |
| 1956   | Sovjet-UnieJevgeni Babitsj Vsevolod Bobrov Nikolaj Chlystov Aleksej Goerysjev Alfred Koetsjevski Valentin Koezin Joeri Krylov Grigori Mkrtytsjan Viktor Nikiforov Dmitri Oekolov Aleksandr Oevarov Joeri Pantjoechov Nikolaj Poetsjkov Genrich Sidorenkov Viktor Sjoevalov Nikolaj Sologoebov Ivan Tregoebov | Verenigde StatenWendell Anderson Wellington Burtnett Gene Campbell Gordy Christian Bill Cleary Dick Dougherty Willard Ikola John Matchefts John Mayasich Dan McKinnon Richard Meredith Weldon Olson John Petroske Ken Purpur Don Rigazio Richard Rodenheiser Ed Sampson | CanadaDenis Brodeur Charlie Brooker Bill Colvin Alfred Horne Art Hurst Byrle Klinck Paul Knox Ken Laufman Howie Lee Jim Logan Floyd Martin Johnny McKenzie Donald Rope George Scholes Gerry Théberge Bob White Keith Woodall |
| 1960   | Verenigde StatenBill Cleary (1-1-0) John Mayasich (1-1-0) Richard Meredith (1-1-0) Weldon Olson (1-1-0) Richard Rodenheiser (1-1-0) Bill Christian Roger Christian Bob Cleary Eugene Grazia Paul Johnson Jack Kirrane Jack McCartan Robert McVey Edwyn Owen Rodney Paavola Larry Palmer Tom Williams | CanadaKen Laufman (0-1-1) Floyd Martin (0-1-1) Donald Rope (0-1-1) Robert Attersley Maurice Benoit James Connelly Jack Douglas Fred Etcher Robert Forhan Don Head Harold Hurley Robert McKnight Cliff Pennington Robert Rousseau George Samolenko Harry Sinden Darryl Sly | Sovjet-UnieAlfred Koetsjevski (1-0-1) Nikolaj Poetsjkov (1-0-1) Genrich Sidorenkov (1-0-1) Nikolaj Sologoebov (1-0-1) Veniamin Aleksandrov Aleksandr Almetov Joeri Baoelin Michail Bytsjkov Vladimir Grebennikov Jevgeni Grosjev Viktor Jakoesjev Jevgeni Jorkin Nikolaj Karpov Konstantin Loktev Stanislav Petoechov Viktor Prjazjnikov Joeri Tsitsinov |
| 1964   | Sovjet-UnieVeniamin Aleksandrov (1-0-1) Aleksandr Almetov (1-0-1) Viktor Jakoesjev (1-0-1) Konstantin Loktev (1-0-1) Stanislav Petoechov (1-0-1) Vitali Davydov Anatoli Firsov Edoeard Ivanov Viktor Koezkin Viktor Konovalenko Boris Majorov Jevgeni Majorov Aleksandr Ragoelin Vjatsjeslav Starsjinov Leonid Volkov Boris Zajtsev Oleg Zajtsev | ZwedenSven Johansson-Tumba (0-1-1) Anders Andersson Gert Blomé Lennart Häggroth Lennart Johansson Nils "Nicke" Johansson Lars-Eric Lundvall Eilert Määttä Hans Mild Nils Nilsson Bert-Ola Nordlander Carl-Göran Öberg Uno Öhrlund Ronald Pettersson Ulf Sterner Roland Stoltz Kjell Svensson | Tsjecho-SlowakijeVlastimil Bubník Josef Černý Jiří Dolana Vladimír Dzurilla Jozef Golonka František Gregor Jiří Holík Jaroslav Jiřík Jan Klapáč Vladimír Nadrchal Rudolf Potsch Stanislav Prýl Ladislav Šmíd Stanislav Sventek František Tikal Miroslav Vlach Jaroslav Walter |
| 1968   | Sovjet-UnieVeniamin Aleksandrov (2-0-1) Vitali Davydov (2-0-0) Anatoli Firsov (2-0-0) Viktor Koezkin (2-0-0) Viktor Konovalenko (2-0-0) Boris Majorov (2-0-0) Aleksandr Ragoelin (2-0-0) Vjatsjeslav Starsjinov (2-0-0) Oleg Zajtsev (2-0-0) Viktor Blinov Anatoli Ionov Jevgeni Misjakov Joeri Moisejev Viktor Poloepanov Igor Romisjevski Vladimir Vikoelov Jevgeni Zimin Viktor Zinger                                                                                 | Tsjecho-SlowakijeJosef Černý (0-1-1) Vladimír Dzurilla (0-1-1) Jozef Golonka (0-1-1) Jiří Holík (0-1-1) Jaroslav Jiřík (0-1-1) Jan Klapáč (0-1-1) Vladimír Nadrchal (0-1-1) Jan Havel Petr Hejma Josef Horešovský Jan Hrbatý Jiří Kochta Oldřich Machač Karel Masopust Václav Nedomanský František Pospíšil František Ševčík Jan Suchý | CanadaRoger Bourbonnais Ken Broderick Ray Cadieux Paul Conlin Gary Dineen Brian Glennie Ted Hargreaves Fran Huck Marshall Johnston Barry MacKenzie Bill MacMillan Steve Monteith Morris Mott Terry O'Malley Danny O'Shea Gerry Pinder Herb Pinder Wayne Stephenson |
| 1972   | Sovjet-UnieVitali Davydov (3-0-0) Anatoli Firsov (3-0-0) Viktor Koezkin (3-0-0) Aleksandr Ragoelin (3-0-0) Jevgeni Misjakov (2-0-0) Igor Romisjevski (2-0-0) Vladimir Vikoelov (2-0-0) Jevgeni Zimin (2-0-0) Joeri Blinov Valeri Charlamov Aleksandr Jakoesjev Vladimir Loetsjenko Aleksandr Maltsev Boris Michajlov Aleksandr Pasjkov Vladimir Petrov Vladimir Sjadrin Vladislav Tretjak Gennadi Tsygankov Valeri Vasiljev                                               | Verenigde StatenKevin Ahearn Henry Boucha Charles Brown Keith Christiansen Mike Curran Robbie Ftorek Mark Howe Stu Irving Jim McElmury Dick McGlynn Tom Mellor Ron Naslund Wally Olds Frank Sanders Craig Sarner Gordy Sears Tim Sheehy | Tsjecho-SlowakijeJosef Černý (0-1-2) Vladimír Dzurilla (0-1-2) Jiří Kochta (0-1-1) Oldřich Machač (0-1-1) Václav Nedomanský (0-1-1) František Pospíšil (0-1-1) Vladimír Bednář Richard Farda Ivan Hlinka Jiří Holeček Jaroslav Holík Jiří Holík Josef Horešovský Vladimír Martinec Eduard Novák Bohuslav Šťastný Rudolf Tajcnár Karel Vohralík |
| 1976   | Sovjet-UnieValeri Charlamov (2-0-0) Aleksandr Jakoesjev (2-0-0) Vladimir Loetsjenko (2-0-0) Aleksandr Maltsev (2-0-0) Boris Michajlov (2-0-0) Vladimir Petrov (2-0-0) Vladimir Sjadrin (2-0-0) Vladislav Tretjak (2-0-0) Gennadi Tsygankov (2-0-0) Valeri Vasiljev (2-0-0) Boris Aleksandrov Sergej Babinov Aleksandr Goesev Sergej Kapoestin Joeri Ljapkin Aleksandr Sidelnikov Viktor Sjalimov Viktor Zjloektov                                                         | Tsjecho-SlowakijeOldřich Machač (0-2-1) František Pospíšil (0-2-1) Ivan Hlinka (0-1-1) Jiří Holeček (0-1-1) Jiří Holík (0-1-1) Vladimír Martinec (0-1-1) Eduard Novák (0-1-1) Bohuslav Šťastný (0-1-1) Josef Augusta Jiří Bubla Milan Chalupa Jiří Crha Miroslav Dvořák Bohuslav Ebermann Milan Kajkl Jiří Novák Milan Nový Jaroslav Pouzar | Bondsrepubliek DuitslandKlaus Auhuber Ignaz Berndaner Wolfgang Boos Lorenz Funk Martin Hinterstocker Anton Kehle Udo Kießling Walter Köberle Ernst Köpf Erich Kühnhackl Stefan Metz Rainer Philipp Franz Reindl Alois Schloder Rudolf Thanner Josef Völk Ferenc Vozar Erich Weißhaupt |
| 1980   | Verenigde StatenBill Baker Neal Broten Dave Christian Steve Christoff Jim Craig Mike Eruzione John Harrington Mark Johnson Rob McClanahan Ken Morrow Jack O'Callahan Mark Pavelich Mike Ramsey Buzz Schneider Dave Silk Eric Strobel Bob Suter Phil Verchota Mark Wells | Sovjet-UnieValeri Charlamov (2-1-0) Aleksandr Maltsev (2-1-0) Boris Michajlov (2-1-0) Vladimir Petrov (2-1-0) Vladislav Tretjak (2-1-0) Valeri Vasiljev (2-1-0) Viktor Zjloektov (1-1-0) Helmuts Balderis Zinetoela Biljaletdinov Vjatsjeslav Fetisov Aleksandr Golikov Vladimir Golikov Aleksej Kasatonov Vladimir Kroetov Joeri Lebedev Sergej Makarov Vladimir Mysjkin Vasili Pervoechin Aleksandr Skvortsov Sergej Starikov                                                                  | ZwedenMats Åhlberg Sture Andersson Bo Berglund Håkan Eriksson Jan Eriksson Thomas Eriksson Leif Holmgren Tomas Jonsson Pelle Lindbergh William Löfqvist Harald Lückner Bengt Lundholm Per Lundqvist Lars Molin Mats Näslund Lennart Norberg Tommy Samuelsson Dan Söderström Mats Waltin Ulf Weinstock |
| 1984   | Sovjet-UnieVladislav Tretjak (3-1-0) Zinetoela Biljaletdinov (1-1-0) Vjatsjeslav Fetisov (1-1-0) Aleksej Kasatonov (1-1-0) Vladimir Kroetov (1-1-0) Sergej Makarov (1-1-0) Vladimir Mysjkin (1-1-0) Vasili Pervoechin (1-1-0) Aleksandr Skvortsov (1-1-0) Sergej Starikov (1-1-0) Andrej Chomoetov Nikolaj Drozdetski Aleksandr Gerasimov Vladimir Kovin Aleksandr Kozjevnikov Igor Larionov Sergej Sjepeljev Igor Stelnov Viktor Tjoemenev Michail Vasiljev              | Tsjecho-SlowakijeMilan Chalupa (0-2-0) Jaroslav Benák Vladimír Caldr František Černík Miloslav Hořava Jiří Hrdina Arnold Kadlec Jaroslav Korbela Jiří Králík Vladimír Kýhos Jiří Lála Igor Liba Vincent Lukáč Dušan Pašek Pavel Richter Dárius Rusnák Vladimír Růžička Jaromír Šindel Radoslav Svoboda Eduard Uvíra | ZwedenHåkan Eriksson (0-0-2) Mats Waltin (0-0-2) Thomas Åhlén Per-Erik Eklund Thom Eklund Bo Ericsson Peter Gradin Mats Hessel Michael Hjälm Göran Lindblom Tommy Mörth Håkan Nordin Jens Öhling Rolf Ridderwall Thomas Rundqvist Tomas Sandström Håkan Södergren Mats Thelin Michael Thelvén Göte Wälitalo |
| 1988   | Sovjet-UnieVjatsjeslav Fetisov (2-1-0) Aleksej Kasatonov (2-1-0) Vladimir Kroetov (2-1-0) Sergej Makarov (2-1-0) Sergej Starikov (2-1-0) Andrej Chomoetov (2-0-0) Aleksandr Kozjevnikov (2-0-0) Igor Larionov (2-0-0) Igor Stelnov (2-0-0) Ilja Bjakin Vjatsjeslav Bykov Aleksej Goesarov Sergej Jasjin Valeri Kamenski Igor Kravtsjoek Andrej Lomakin Aleksandr Mogilny Sergej Mylnikov Anatoli Semjonov Sergej Svetlov Aleksandr Tsjernych                              | FinlandTimo Blomqvist Kari Eloranta Raimo Helminen Iiro Järvi Esa Keskinen Erkki Laine Kari Laitinen Erkki Lehtonen Jyrki Lumme Reijo Mikkolainen Jarmo Myllys Teppo Numminen Janne Ojanen Arto Ruotanen Reijo Ruotsalainen Simo Saarinen Kai Suikkanen Timo Susi Jukka Tammi Jari Torkki Pekka Tuomisto Jukka Virtanen | ZwedenBo Berglund (0-0-2) Thom Eklund (0-0-2) Thomas Eriksson (0-0-2) Michael Hjälm (0-0-2) Lars Molin (0-0-2) Jens Öhling (0-0-2) Thomas Rundqvist (0-0-2) Tommy Samuelsson (0-0-2) Håkan Södergren (0-0-2) Mikael Andersson Peter Andersson Peter Åslin Jonas Bergkvist Anders Bergman Anders Eldebrink Peter Eriksson Lars Ivarsson Mikael Johansson Lars Karlsson Mats Kihlström Peter Lindmark Lars-Gunnar Pettersson Ulf Sandström                           |
| 1992   | Gezamenlijk teamAndrej Chomoetov (3-0-0) Vjatsjeslav Bykov (2-0-0) Igor Kravtsjoek (2-0-0) Sergej Baoetin Vjatsjeslav Boetsajev Igor Boldin Nikolaj Borsjtsjevski Joeri Chmyljov Jevgeni Davydov Dmitri Joesjkevitsj Darius Kasparaitis Andrej Kovalenko Aleksej Kovaljov Vladimir Malachov Dmitri Mironov Sergej Petrenko Vitali Prochorov Michail Sjtalenkov Andrej Trefilov Aleksej Zjamnov Aleksej Zjitnik Sergej Zoebov                                              | CanadaDave Archibald Todd Brost Sean Burke Kevin Dahl Curt Giles Dave Hannan Gordon Hynes Fabian Joseph Joe Juneau Trevor Kidd Patrick Lebeau Chris Lindberg Eric Lindros Kent Manderville Adrian Plavsic Dan Ratushny Brad Schlegel Wally Schreiber Randy Smith Dave Tippett Brian Tutt Jason Wooley | Tsjecho-SlowakijeMiloslav Hořava (0-1-1) Igor Liba (0-1-1) Patrik Augusta Petr Bříza Leo Gudas Petr Hrbek Otakar Janecký Tomáš Jelínek Drahomír Kadlec Kamil Kašťák Robert Lang Ladislav Lubina František Procházka Petr Rosol Bedřich Ščerban Jiří Šlégr Richard Šmehlík Róbert Švehla Oldřich Svoboda Radek Ťoupal Peter Veselovský Richard Žemlička |
| 1994   | ZwedenJonas Bergkvist (1-0-1) Tomas Jonsson (1-0-1) Mats Näslund (1-0-1) Håkan Algotsson Charles Berglund Andreas Dackell Christian Due-Boje Niklas Eriksson Peter Forsberg Roger Hansson Roger Johansson Jörgen Jönsson Kenny Jönsson Patrik Juhlin Patric Kjellberg Håkan Loob Stefan Örnskog Leif Rohlin Daniel Rydmark Tommy Salo Fredrik Stillman Michael Sundlöv Magnus Svensson                                                                                    | CanadaFabian Joseph (0-2-0) Brad Schlegel (0-2-0) Wally Schreiber (0-2-0) Mark Astley Adrian Aucoin David Harlock Corey Hirsch Todd Hlushko Greg Johnson Paul Kariya Chris Kontos Ken Lovsin Derek Mayer Petr Nedved Dwayne Norris Greg Parks Jean-Yves Roy Brian Savage Chris Therien Todd Warriner Brad Werenka | FinlandRaimo Helminen (0-1-1) Esa Keskinen (0-1-1) Jarmo Myllys (0-1-1) Janne Ojanen (0-1-1) Jukka Tammi (0-1-1) Mika Alatalo Erik Hämäläinen Timo Jutila Sami Kapanen Marko Kiprusoff Saku Koivu Pasi Kuivalainen Janne Laukkanen Tero Lehterä Jere Lehtinen Mikko Mäkelä Mika Nieminen Marko Palo Ville Peltonen Pasi Sormunen Mika Strömberg Petri Varis Hannu Virta                                                                                            |
| 1998   | TsjechiëRobert Lang (1-0-1) Richard Šmehlík (1-0-1) Josef Beránek Jan Čaloun Roman Čechmánek Jiří Dopita Roman Hamrlík Dominik Hašek Milan Hejduk Milan Hnilička Jaromír Jágr František Kučera David Moravec Pavel Patera Libor Procházka Martin Procházka Robert Reichel Martin Ručinský Vladimír Růžička Jiří Šlégr Martin Straka Jaroslav Špaček Petr Svoboda | RuslandIgor Kravtsjoek (2-1-0) Aleksej Goesarov (1-1-0) Dmitri Joesjkevitsj (1-1-0) Valeri Kamenski (1-1-0) Darius Kasparaitis (1-1-0) Andrej Kovalenko (1-1-0) Dmitri Mironov (1-1-0) Michail Sjtalenkov (1-1-0) Andrej Trefilov (1-1-0) Aleksej Zjamnov (1-1-0) Aleksej Zjitnik (1-1-0) Pavel Boere Valeri Boere Sergej Fjodorov Sergej Gontsjar Aleksej Jasjin Sergej Krivokrasov Boris Mironov Aleksej Morozov Sergej Nemtsjinov German Titov Valeri Zelepoekin                              | FinlandRaimo Helminen (0-1-2) Jarmo Myllys (0-1-2) Jukka Tammi (0-1-2) Jyrki Lumme (0-1-1) Teppo Numminen (0-1-1) Sami Kapanen (0-0-2) Saku Koivu (0-0-2) Janne Laukkanen (0-0-2) Jere Lehtinen (2-0-0) Mika Nieminen (0-0-2) Ville Peltonen (0-0-2) Aki Berg Tuomas Grönman Jari Kurri Juha Lind Janne Niinimaa Kimmo Rintanen Teemu Selänne Ari Sulander Esa Tikkanen Kimmo Timonen Antti Törmänen Juha Ylönen                                                   |
| 2002   | CanadaPaul Kariya (1-1-0) Eric Lindros (1-1-0) Rob Blake Eric Brewer Martin Brodeur Theo Fleury Adam Foote Jarome Iginla Curtis Joseph Ed Jovanovski Simon Gagné Mario Lemieux Al MacInnis Scott Niedermayer Joe Nieuwendyk Owen Nolan Mike Peca Chris Pronger Joe Sakic Brendan Shanahan Ryan Smyth Steve Yzerman | Verenigde StatenTony Amonte Tom Barrasso Chris Chelios Adam Deadmarsh Chris Drury Mike Dunham Bill Guerin Phil Housley Brett Hull John LeClair Brian Leetch Aaron Miller Mike Modano Tom Poti Brian Rafalski Mike Richter Jeremy Roenick Brian Rolston Gary Suter Keith Tkachuk Doug Weight Mike York Scott Young | RuslandIgor Kravtsjoek (2-1-1) Igor Larionov (2-0-1) Darius Kasparaitis (1-1-1) Aleksej Zjamnov (1-1-1) Aleksej Kovaljov (1-0-1) Vladimir Malachov (1-0-1) Pavel Boere (0-1-1) Valeri Boere (0-1-1) Sergej Fjodorov (0-1-1) Sergej Gontsjar (0-1-1) Aleksej Jasjin (0-1-1) Boris Mironov (0-1-1) Maksim Afinogenov Nikolaj Chabiboelin Pavel Datsjoek Ilja Kovaltsjoek Oleg Kvasja Danny Markov Andrej Nikolisjin Sergej Samsonov Oleg Tverdovski                  |
| 2006   | ZwedenPeter Forsberg (2-0-0) Jörgen Jönsson (2-0-0) Kenny Jönsson (2-0-0) Daniel Alfredsson Per Johan Axelsson Christian Bäckman Mika Hannula Niclas Hävelid Tomas Holmström Niklas Kronwall Nicklas Lidström Stefan Liv Henrik Lundqvist Fredrik Modin Mattias Öhlund Samuel Påhlsson Mikael Samuelsson Daniel Sedin Henrik Sedin Mats Sundin Ronnie Sundin Mikael Tellqvist Daniel Tjärnqvist Henrik Zetterberg                                                         | FinlandTeppo Numminen (0-2-1) Saku Koivu (0-1-2) Jere Lehtinen (0-1-2) Ville Peltonen (0-1-2) Aki-Petteri Berg (0-1-1) Teemu Selänne (0-1-1) Kimmo Timonen (0-1-1) Niklas Bäckström Niklas Hagman Jukka Hentunen Jussi Jokinen Olli Jokinen Niko Kapanen Mikko Koivu Lasse Kukkonen Antti Laaksonen Toni Lydman Antti-Jussi Niemi Ville Nieminen Antero Niittymäki Fredrik Norrena Petteri Nummelin Jarkko Ruutu Sami Salo                                                                       | TsjechiëRobert Lang (1-1-1) Dominik Hašek (1-0-1) Milan Hejduk (1-0-1) Milan Hnilička (1-0-1) Jaromír Jágr (1-0-1) Martin Ručínský (1-0-1) Jaroslav Špaček (1-0-1) Martin Straka (1-0-1) Jan Bulis Petr Čajánek Patrik Eliáš Martin Erat Aleš Hemský František Kaberle Tomáš Kaberle Aleš Kotalík Filip Kuba Pavel Kubina Marek Malík Rostislav Olesz Václav Prospal Dušan Salfický Tomáš Vokoun David Výborný Marek Židlický                                      |
| 2010   | CanadaMartin Brodeur (2-0-0) Jarome Iginla (2-0-0) Scott Niedermayer (2-0-0) Chris Pronger (2-0-0) Patrice Bergeron Dan Boyle Sidney Crosby Drew Doughty Marc-André Fleury Ryan Getzlaf Dany Heatley Duncan Keith Roberto Luongo Patrick Marleau Brenden Morrow Rick Nash Corey Perry Mike Richards Brent Seabrook Eric Staal Joe Thornton Jonathan Toews Shea Weber | Verenigde StatenChris Drury (0-2-0) Brian Rafalski (0-2-0) David Backes Dustin Brown Ryan Callahan Tim Gleason Erik Johnson Jack Johnson Patrick Kane Ryan Kesler Phil Kessel Jamie Langenbrunner Ryan Malone Ryan Miller Brooks Orpik Zach Parise Joe Pavelski Jonathan Quick Bobby Ryan Paul Stastny Ryan Suter Tim ThomasTim Thomas Ryan Whitney | FinlandSaku Koivu (0-1-3) Jere Lehtinen (0-1-3) Ville Peltonen (0-1-3) Teemu Selänne (0-1-2) Kimmo Timonen (0-1-2) Niklas Bäckström (1-1-0) Niklas Hagman (1-1-0) Olli Jokinen (1-1-0) Niko Kapanen (1-1-0) Mikko Koivu (1-1-0) Lasse Kukkonen (1-1-0) Antero Niittymäki (1-1-0) Toni Lydman (1-1-0) Jarkko Ruutu (1-1-0) Sami Salo (1-1-0) Valtteri Filppula Jarkko Immonen Miikka Kiprusoff Sami Lepistö Antti Miettinen Janne Niskala Joni Pitkänen Tuomo Ruutu |
| 2014   | CanadaPatrice Bergeron (2-0-0) Sidney Crosby (2-0-0) Drew Doughty (2-0-0) Ryan Getzlaf (2-0-0) Duncan Keith (2-0-0) Roberto Luongo (2-0-0) Patrick Marleau (2-0-0) Rick Nash (2-0-0) Corey Perry (2-0-0) Jonathan Toews (2-0-0) Shea Weber (2-0-0) Jamie Benn Jay Bouwmeester Jeff Carter Matt Duchene Dan Hamhuis Chris Kunitz Alex Pietrangelo Carey Price Patrick Sharp Mike Smith Martin St. Louis P. K. Subban John Tavares Marc-Édouard Vlasic                      | ZwedenDaniel Alfredsson (1-1-0) Niklas Kronwall (1-1-0) Henrik Lundqvist (1-1-0) Daniel Sedin (1-1-0) Henrik Zetterberg (1-1-0) Nicklas Bäckström Patrik Berglund Alexander Edler Oliver Ekman-Larsson Jhonas Enroth Jimmie Ericsson Jonathan Ericsson Loui Eriksson Jonas Gustavsson Carl Hagelin Niklas Hjalmarsson Marcus Johansson Erik Karlsson Marcus Krüger Gabriel Landeskog Gustav Nyquist Johnny Oduya Jakob Silfverberg Alexander Steen Henrik Tallinder                              | FinlandTeemu Selänne (0-1-3) Kimmo Timonen (0-1-3) Olli Jokinen (0-1-2) Lasse Kukkonen (0-1-2) Sami Salo (0-1-2) Jussi Jokinen (0-1-1) Jarkko Immonen (0-0-2) Sami Lepistö (0-0-2) Tuomo Ruutu (0-0-2) Juhamatti Aaltonen Aleksander Barkov Mikael Granlund Juuso Hietanen Leo Komarov Petri Kontiola Lauri Korpikoski Jori Lehterä Kari Lehtonen Olli Määttä Antti Niemi Antti Pihlström Tuukka Rask Sakari Salminen Ossi Väänänen Sami Vatanen                   |
| 2018   | Olympische atleten uit RuslandPavel Datsjoek (1-0-1) Ilja Kovaltsjoek (1-0-1) Sergei Andronov Alexander Barabanov Vladislav Gavrikov Nikita Goesev Michail Grigorenko Jegor Jakovlev Ilja Kabloekov Sergei Kalinin Kirill Kaprizov Bogdan Kiselevitsj Vasili Kosjetsjkin Alexei Martsjenko Sergei Mozjakin Nikita Nesterov Nikolai Prochorkin Igor Sjestjorkin Vadim Sjipatsjyov Sergei Sjirokov Ilja Sorokin Ivan Telegin Vjatsjeslav Voinov Artjom Zoeb Andrei Zoebarev | DuitslandSinan Akdağ Danny aus den Birken Daryl Boyle Yasin Ehliz Christian Ehrhoff Dennis Endras Gerrit Fauser Marcel Goc Patrick Hager Frank Hördler Dominik Kahun Marcus Kink Björn Krupp Brooks Macek Frank Mauer Jonas Müller Moritz Müller Marcel Noebels Leonhard Pföderl Timo Pielmeier Matthias Plachta Patrick Reimer Felix Schulz Yannic Seidenberg David Wolf | CanadaRené Bourque Gilbert Brulé Andrew Ebbett Stefan Elliott Chay Genoway Cody Goloubef Marc-André Gragnani Quinton Howden Chris Kelly Rob Klinkhammer Brandon Kozun Maxim Lapierre Chris Lee Maxim Noreau Eric O’Dell Justin Peters Kevin Poulin Mason Raymond Mat Robinson Derek Roy Ben Scrivens Karl Stollery Christian Thomas Linden Vey Wojtek Wolski |
| 2022   | FinlandValtteri Filppula (1-0-1) Juuso Hietanen (1-0-1) Leo Komarov (1-0-1) Sami Vatanen (1-0-1) Miro Aaltonen Marko Anttila Hannes Björninen Niklas Friman Markus Granlund Teemu Hartikainen Valtteri KemiläinenMikko Lehtonen Petteri Lindbohm Saku Mäenalanen Sakari Manninen Joonas Nättinen Atte Ohtamaa Niko Ojamäki Juho Olkinuora Iiro Pakarinen Harri Pesonen Ville Pokka Toni Rajala Harri Säteri Frans Tuohimaa                                                | Russische ploegSergej Andronov (1-1-0) Michail Grigorenko (1-1-0) Nikita Goesev (1-1-0) Nikita Nesterov (1-1-0) Vadim Sjipatsjov (1-1-0) Slava Vojnov (1-1-0) Jegor Jakovlev (1-1-0) Artjom Anisimov Timoer Biljalov Andrej Tsjibisov Ivan Fedotov Arseni Gritsjoek Pavel Karnaoechov Artoer Kajoemov Kirill Martsjenko Artjom Minoelin Aleksandr Nikisjin Sergej Plotnikov Aleksandr Samonov Kirill Semenov Damir Sjaripzjanov Anton Slepysjev Sergej Telegin Dmitri Voronkov Aleksandr Jelesin | SlowakijePeter Cehlárik Michal Čajkovský Peter Čerešňák Marek Ďaloga Marko Daňo Martin Gernát Mário Grman Adrián Holešinský Marek Hrivík Libor Hudáček Tomáš Jurčo Miloš Kelemen Samuel Kňažko Branislav Konrád Michal Krištof Martin Marinčin Šimon Nemec Kristián Pospíšil Pavol Regenda Miloš Roman Patrik Rybár Juraj Slafkovský Samuel Takáč Matej Tomek Peter Zuzin                                                                                          |

| Land   | Goud | Zilver | Brons | Tot. |
| ------ | ---- | ------ | ----- | ---- |
| CAN    | 9    | 4      | 3     | 16   |
| URS    | 7    | 1      | 1     | 9    |
| USA    | 2    | 8      | 1     | 11   |
| SWE    | 2    | 3      | 4     | 9    |
| FIN    | 1    | 2      | 4     | 7    |
| GBR    | 1    | 0      | 1     | 2    |
| CZE    | 1    | 0      | 1     | 2    |
| EUN    | 1    | 0      | 0     | 1    |
| OAR    | 1    | 0      | 0     | 1    |
| TCH    | 0    | 4      | 4     | 8    |
| GER    | 0    | 1      | 1     | 2    |
| RUS    | 0    | 1      | 1     | 2    |
| ROC    | 0    | 1      | 0     | 1    |
| SUI    | 0    | 0      | 2     | 2    |
| FRG    | 0    | 0      | 1     | 1    |
| SVK    | 0    | 0      | 1     | 1    |
| Totaal | 25   | 25     | 25    | 75   |

### Vrouwen
| Editie | Goud | Zilver | Brons |
| ------ | --- | --- | --- |
| 1998   | Verenigde StatenChris Bailey Laurie Baker Alana Blahoski Lisa Brown Karyn Bye Colleen Coyne Sara DeCosta Tricia Dunn Cammi Granato Katie King Shelley Looney Sue Merz Allison Mleczko Tara Mounsey Vicki Movsessian Angela Ruggiero Jenny Schmidgall Sarah Tueting Gretchen Ulion Sandra Whyte | CanadaJennifer Botterill Thérèse Brisson Cassie Campbell Judy Diduck Nancy Drolet Lori Dupuis Danielle Goyette Geraldine Heaney Jayna Hefford Becky Kellar Kathy McCormack Karen Nystrom Lesley Reddon Manon Rhéaume Laura Schuler Fiona Smith France St-Louis Vicky Sunohara Hayley Wickenheiser Stacy Wilson | FinlandSari Fisk Kirsi Hänninen Satu Huotari Marianne Ihalainen Johanna Ikonen Sari Krooks Emma Laaksonen Sanna Lankosaari Katja Lehto Marika Lehtimäki Riikka Nieminen Marja-Helena Pälvilä Tuula Puputti Karoliina Rantamäki Tiia Reima Katja Riipi Päivi Salo Maria Selin Liisa-Maria Sneck Petra Vaarakallio |
| 2002   | CanadaJennifer Botterill (1-1-0) Thérèse Brisson (1-1-0) Cassie Campbell (1-1-0) Lori Dupuis (1-1-0) Danielle Goyette (1-1-0) Geraldine Heaney (1-1-0) Jayna Hefford (1-1-0) Becky Kellar (1-1-0) Vicky Sunohara (1-1-0) Hayley Wickenheiser (1-1-0) Dana Antal Kelly Béchard Isabelle Chartrand Caroline Ouellette Cherie Piper Cheryl Pounder Tammy Shewchuk Sami Jo Small Colleen Sostorics Kim St-Pierre                                                                       | Verenigde StatenChris Bailey (1-1-0) Laurie Baker (1-1-0) Karyn Bye (1-1-0) Sara DeCosta (1-1-0) Tricia Dunn (1-1-0) Cammi Granato (1-1-0) Katie King (1-1-0) Shelley Looney (1-1-0) Sue Merz (1-1-0) Allison Mleczko (1-1-0) Tara Mounsey (1-1-0) Angela Ruggiero (1-1-0) Jenny Schmidgall-Potter (1-1-0) Sarah Tueting (1-1-0) Julie Chu Natalie Darwitz Courtney Kennedy Andrea Kilbourne Lyndsay Wall Krissy Wendell                                                                | ZwedenAnnica Åhlén Lotta Almblad Anna Andersson Gunilla Andersson Emelie Berggren Kristina Bergstrand Ann-Louise Edstrand Joa Elfsberg Erika Holst Nanna Jansson Maria Larsson Ylva Lindberg Ulrica Lindström Kim Martin Josefin Pettersson Maria Rooth Danijela Rundqvist Evelina Samuelsson Therese Sjölander Anna Vikman |
| 2006   | CanadaJennifer Botterill (2-1-0) Cassie Campbell (2-1-0) Danielle Goyette (2-1-0) Jayna Hefford (2-1-0) Becky Kellar (2-1-0) Vicky Sunohara (2-1-0) Hayley Wickenheiser (2-1-0) Caroline Ouellette (2-0-0) Cherie Piper (2-0-0) Cheryl Pounder (2-0-0) Colleen Sostorics (2-0-0) Kim St-Pierre (2-0-0) Meghan Agosta Gillian Apps Gillian Ferrari Gina Kingsbury Charline Labonté Carla MacLeod Sarah Vaillancourt Katie Weatherston                                               | ZwedenGunilla Andersson (0-1-1) Ann-Louise Edstrand (0-1-1) Joa Elfsberg (0-1-1) Erika Holst (0-1-1) Nanna Jansson (0-1-1) Kim Martin (0-1-1) Maria Rooth (0-1-1) Danijela Rundqvist (0-1-1) Therese Sjölander (0-1-1) Anna Vikman (0-1-1) Cecilia Andersson Jenni Asserholt Emma Eliasson Ylva Lindberg Jenny Lindqvist Kristina Lundberg Frida Nevalainen Emilie O'Konor Katarina Timglas Pernilla Winberg                                                                            | Verenigde StatenTricia Dunn-Luoma (1-1-1) Katie King (1-1-1) Angela Ruggiero (1-1-1) Jenny Schmidgall-Potter (1-1-1) Julie Chu (0-1-1) Natalie Darwitz (0-1-1) Courtney Kennedy (0-1-1) Lyndsay Wall (0-1-1) Krissy Wendell (0-1-1) Caitlin Cahow Pam Dreyer Molly Engstrom Chanda Gunn Jamie Hagerman Kim Insalaco Kathleen Kauth Kristin King Sarah Parsons Helen Resor Kelly Stephens                                                                        |
| 2010   | CanadaJennifer Botterill (3-1-0) Jayna Hefford (3-1-0) Becky Kellar (3-1-0) Hayley Wickenheiser (3-1-0) Caroline Ouellette (3-0-0) Cherie Piper (3-0-0) Colleen Sostorics (3-0-0) Kim St-Pierre (3-0-0) Meghan Agosta (2-0-0) Gillian Apps (2-0-0) Gina Kingsbury (2-0-0) Charline Labonté (2-0-0) Carla MacLeod (2-0-0) Sarah Vaillancourt (2-0-0) Tessa Bonhomme Haley Irwin Rebecca Johnston Meaghan Mikkelson Marie-Philip Poulin Shannon Szabados Catherine Ward              | Verenigde StatenAngela Ruggiero (1-2-1) Jenny Schmidgall-Potter (1-2-1) Julie Chu (0-2-1) Natalie Darwitz (0-2-1) Caitlin Cahow (0-1-1) Molly Engstrom (0-1-1) Kacey Bellamy Lisa Chesson Meghan Duggan Hilary Knight Jocelyne Lamoureux Monique Lamoureux Erika Lawler Gisele Marvin Brianne McLaughlin Molly Schaus Kelli Stack Karen Thatcher Jessie Vetter Kerry Weiland Jinelle Zaugg-Siergiej                                                                                     | FinlandEmma Laaksonen (0-0-2) Karoliina Rantamäki (0-0-2) Anne Helin Jenni Hiirikoski Venla Hovi Michelle Karvinen Mira Kuisma Rosa Lindstedt Terhi Mertanen Heidi Pelttari Mariia Posa Annina Rajahuhta Noora Räty Mari Saarinen Saija Sirviö Nina Tikkinen Minnamari Tuominen Saara Tuominen Linda Välimäki Anna Vanhatalo Marjo Voutilainen |
| 2014   | CanadaJayna Hefford (4-1-0) Hayley Wickenheiser (4-1-0) Caroline Ouellette (4-0-0) Meghan Agosta (3-0-0) Gillian Apps (3-0-0) Charline Labonté (3-0-0) Haley Irwin (2-0-0) Rebecca Johnston (2-0-0) Meaghan Mikkelson (2-0-0) Marie-Philip Poulin (2-0-0) Catherine Ward (2-0-0) Mélodie Daoust Laura Fortino Brianne Jenner Geneviève Lacasse Jocelyne Larocque Lauriane Rougeau Natalie Spooner Shannon Szabados Jennifer Wakefield Tara Watchorn                                | Verenigde StatenJulie Chu (0-3-1) Kacey Bellamy (0-2-0) Meghan Duggan (0-2-0) Hilary Knight (0-2-0) Jocelyne Lamoureux (0-2-0) Monique Lamoureux (0-2-0) Gisele Marvin (0-2-0) Brianne McLaughlin (0-2-0) Molly Schaus (0-2-0) Kelli Stack (0-2-0) Jessie Vetter (0-2-0) Megan Bozek Alexandra Carpenter Kendall Coyne Brianna Decker Lyndsey Fry Amanda Kessel Michelle Picard Josephine Pucci Anne Schleper Lee Stecklein                                                             | ZwitserlandJanine Alder Livia Altmann Sophie Anthamatten Laura Benz Sara Benz Nicole Bullo Romy Eggimann Sarah Forster Angela Frautschi Jessica Lutz Julia Marty Stefanie Marty Alina Müller Katrin Nabholz Evelina Raselli Florence Schelling Lara Stalder Phoebe Stanz Anja Stiefel Sandra Thalmann Nina Waidacher |
| 2018   | Verenigde StatenKacey Bellamy (1-2-0) Meghan Duggan (1-2-0) Hilary Knight (1-2-0) Jocelyne Lamoureux-Davidson (1-2-0) Monique Lamoureux-Morando (1-2-0) Gisele Marvin (1-2-0) Kendall Coyne (1-1-0) Brianna Decker (1-1-0) Amanda Kessel (1-1-0) Lee Stecklein (1-1-0) Cayla Barnes Hannah Brandt Dani Cameranesi Kali Flanagan Nicole Hensley Megan Keller Sidney Morin Kelly Pannek Amanda Pelkey Emily Pfalzer Alex Rigsby Maddie Rooney Haley Skarupa                          | CanadaMeghan Agosta (3-1-0) Haley Irwin (2-1-0) Rebecca Johnston (2-1-0) Meaghan Mikkelson (2-1-0) Marie-Philip Poulin (2-1-0) Mélodie Daoust (1-1-0) Laura Fortino (1-1-0) Brianne Jenner (1-1-0) Geneviève Lacasse (1-1-0) Jocelyne Larocque (1-1-0) Natalie Spooner (1-1-0) Shannon Szabados (1-1-0) Jennifer Wakefield (1-1-0) Bailey Bram Emily Clark Ann-Renée Desbiens Renata Fast Brigette Lacquette Sarah Nurse Lauriane Rougeau Jillian Saulnier Laura Stacey Blayre Turnbull | FinlandJenni Hiirikoski (0-0-2) Venla Hovi (0-0-2) Michelle Karvinen (0-0-2) Rosa Lindstedt (0-0-2) Annina Rajahuhta (0-0-2) Noora Räty (0-0-2) Minnamari Tuominen (0-0-2) Linda Välimäki (0-0-2) Sanni Hakala Mira Jalosuo Petra Nieminen Tanja Niskanen Emma Nuutinen Isa Rahunen Meeri Räisänen Saila Saari Sara Säkkinen Ronja Savolainen Eveliina Suonpää Susanna Tapani Noora Tulus Riikka Välilä Ella Viitasuo                                           |
| 2022   | Canada Rebecca Johnston (3-1-0) Marie-Philip Poulin (3-1-0) Mélodie Daoust (2-1-0) Brianne Jenner (2-1-0) Jocelyne Larocque (2-1-0) Natalie Spooner (2-1-0) Emily Clark (1-1-0) Ann-Renée Desbiens (1-1-0) Renata Fast (1-1-0) Sarah Nurse (1-1-0) Jillian Saulnier (1-1-0) Laura Stacey (1-1-0) Blayre Turnbull (1-1-0) Erin Ambrose Ashton Bell Kristen Campbell Sarah Fillier Emma Maltais Emerance Maschmeyer Jamie Lee Tattray Ella Shelton Claire Thompson Micah Zandee-Hart | Verenigde StatenHilary Knight (1-3-0) Kendall Coyne Schofield (1-2-0) Brianna Decker (1-2-0) Amanda Kessel (1-2-0) Lee Stecklein (1-2-0) Cayla Barnes (1-1-0) Hannah Brandt (1-1-0) Dani Cameranesi (1-1-0) Nicole Hensley (1-1-0) Megan Keller (1-1-0) Kelly Pannek (1-1-0) Maddie Rooney (1-1-0) Megan Bozek Alex Carpenter Alex Cavallini Jesse Compher Jincy Dunne Savannah Harmon Caroline Harvey Abbey Murphy Abby Roque Hayley Scamurra Grace Zumwinkle                          | FinlandJenni Hiirikoski (0-0-3) Michelle Karvinen (0-0-3) Minnamari Tuominen (0-0-3) Sanni Hakala (0-0-2) Petra Nieminen (0-0-2) Tanja Niskanen (0-0-2) Meeri Räisänen (0-0-2) Ronja Savolainen (0-0-2) Susanna Tapani (0-0-2) Noora Tulus (0-0-2) Ella Viitasuo (0-0-2) Elisa Holopainen Sini Karjalainen Anni Keisala Nelli Laitinen Julia Liikala Eveliina Makinen Jenniina Nylund Sanni Rantala Sofianna Sundelin Viivi Vainikka Sanni Vanhanen Emilia Vesa |

| Land   | Goud | Zilver | Brons | Tot. |
| ------ | ---- | ------ | ----- | ---- |
| CAN    | 5    | 2      | 0     | 7    |
| USA    | 2    | 4      | 1     | 7    |
| SWE    | 0    | 1      | 1     | 2    |
| FIN    | 0    | 0      | 4     | 4    |
| SUI    | 0    | 0      | 1     | 1    |
| Totaal | 7    | 7      | 7     | 21   |

Antwerpen 1920 · 
Chamonix 1924 · 
St. Moritz 1928 · 
Lake Placid 1932 · 
Garmisch-Partenkirchen 1936 · 
St. Moritz 1948 · 
Oslo 1952 · 
Cortina d'Ampezzo 1956 · 
Squaw Valley 1960 · 
Innsbruck 1964 · 
Grenoble 1968 · 
Sapporo 1972 · 
Innsbruck 1976 · 
Lake Placid 1980 · 
Sarajevo 1984 · 
Calgary 1988 · 
Albertville 1992 · 
Lillehammer 1994 · 
Nagano 1998 · 
Salt Lake City 2002 · 
Turijn 2006 · 
Vancouver 2010 · 
Sotsji 2014 · 
Pyeongchang 2018 · 
Peking 2022

Lijst van olympische medaillewinnaars